# Baidu Yi
Baidu Yi (chinois simplifié : 百度•易平台 ; pinyin : Bǎidù-Yì píngtái ; littéralement : « Plateforme Baidu Yi », 易 Yì signifiant « changement » ou « facile ») est une distribution, créée par Baidu, dérivée d'Android/Linux.

## références
1. ↑   Baidu Yi : plate-forme mobile chinoise compatible Android, Génération NT, 2 septembre 2012